# Unione Sportiva Pistoiese 1931-1932
Questa pagina raccoglie i dati riguardanti l'Unione Sportiva Pistoiese nelle competizioni ufficiali della stagione 1931-1932.

## Rosa
| N. |                   | Ruolo | Calciatore           |
| -- | ----------------- | ----- | -------------------- |
|    | Italia (bandiera) | C     | Mario Allorini       |
|    | Italia (bandiera) | D     | Aldo Baldi           |
|    | Italia (bandiera) | A     | Alberto Barni        |
|    | Italia (bandiera) | C     | Enrico Bertini       |
|    | Italia (bandiera) | D     | Egisto Betti (I)     |
|    | Italia (bandiera) | C     | Giovanni Cai         |
|    | Italia (bandiera) | A     | Adolfo Chiti         |
|    | Italia (bandiera) | A     | Elio Civinini (I)    |
|    | Italia (bandiera) | D     | Aldo Civinini (II)   |
|    | Italia (bandiera) | A     | Alessandro Gambino   |
|    | Italia (bandiera) | A     | Ferdinando Innocenti |
|    | Italia (bandiera) | D     | Mazzoncini           |
|    | Italia (bandiera) | A     | Aldo Melani          |
|    | Italia (bandiera) | A     | Morello Morelli      |

| N. |                     | Ruolo | Calciatore         |
| -- | ------------------- | ----- | ------------------ |
|    | Ungheria (bandiera) | A     | János Nehadoma     |
|    | Italia (bandiera)   | A     | Raffaello Niccolai |
|    | Italia (bandiera)   | P     | Gino Perani        |
|    | Italia (bandiera)   | A     | Pilati II          |
|    | Italia (bandiera)   | A     | Elia Puccini       |
|    | Italia (bandiera)   | C     | Aldo Querci        |
|    | Italia (bandiera)   | A     | Mario Rossi (IV)   |
|    | Italia (bandiera)   | C     | Libero Simonatti   |
|    | Italia (bandiera)   | P     | Mario Spadoni      |
|    | Italia (bandiera)   | A     | Rodolfo Stilli     |
|    | Italia (bandiera)   | C     | Tedesco            |
|    | Italia (bandiera)   | A     | Tuci               |
|    | Italia (bandiera)   | C     | Vittorio Vettori   |
|    | Italia (bandiera)   | C     | Egidio Turchi      |